# قاسم درق
قاسم‌ درق هي قرية في مقاطعة ميانة، إيران. عدد سكان هذه القرية هو 242 في سنة 2006.